# 牡丹郷

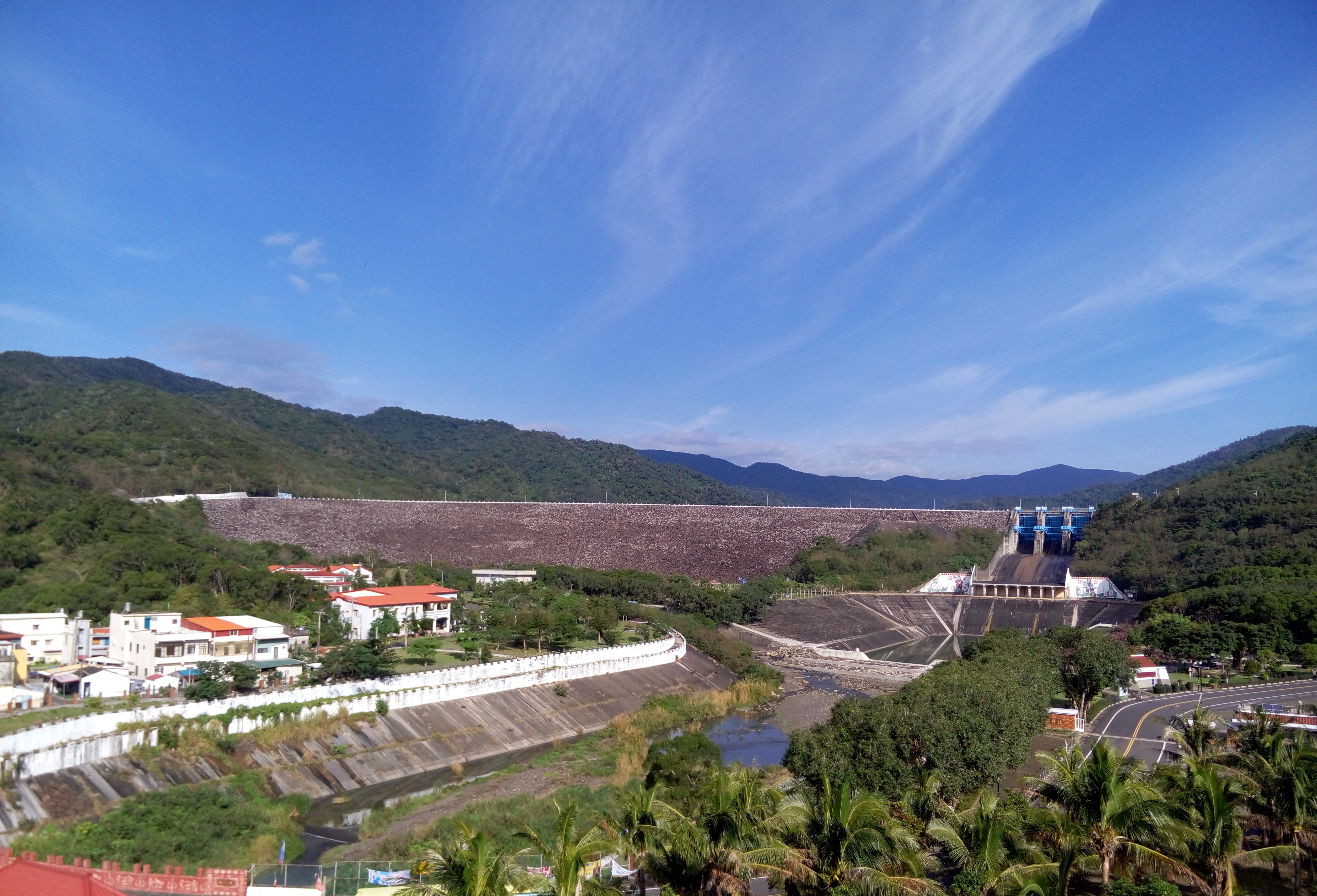
牡丹ダムの遠景

牡丹郷（ムーダン/ぼたん-きょう）は台湾屏東県の郷。1874年に発生した牡丹社事件の舞台である。

## 地理
牡丹郷は屏東県南東端に位置し、北は獅子郷、台東県達仁郷と、西は車城郷と、南は満州郷とそれぞれ接し、東は太平洋に面している。恒春半島の中央山脈末端に位置し山地が多くを占める地勢であり、郷内は牡丹渓、女仍（ニイナイ）渓、竹社渓などが流れている。毎年10月から翌年2月にかけて強い颪が吹くのが特徴である。住民はパイワン族が多数を占め、その他アミ族が居住している。

## 歴史
牡丹郷は古くはパイワン族牡丹社、高士佛社の居住地であった。1874年、この地に漂着した琉球漁民が原住民により殺害されるという牡丹社事件が発生し、台湾出兵へと繋がった。この事件以降、清朝は恒春半島及び台湾後山地区の統治に力を注ぐ結果を生んだ。
日本統治時代はこの地に加芝莱（カチライ）、牡丹、高士佛（クスクス）、牡丹湾、八瑤、四林格（シラケー）の6社を設置し行政管理を行なった。1920年の台湾地方制度改制により高雄州恒春郡の管轄とされた。
戦後は「牡丹社」の名称と、ボタンが特産品であったことから「牡丹郷」と命名され、高雄県牡丹郷が設置された。1950年に屏東県の帰属となり現在に至っている。

## 行政区
| 村                                             |
| ---------------------------------------------- |
| 石門村、牡丹村、高士村、旭海村、四林村、東源村 |

## 歴代郷長
| 代 | 氏名 | 着任日 | 退任日 |
| -- | ---- | ------ | ------ |

## 教育

### 国民中学
- 屏東県立牡丹国民中学

### 国民小学
- 屏東県立牡丹国民小学
- 屏東県立石門国民小学
- 屏東県立高士国民小学
- 屏東県立牡丹国小旭海分校
- 屏東県立高士国小牡林分校

## 交通
| 種別 | 路線名称 | その他 |
| ---- | -------- | ------ |
| 省道 | 台26線   |        |

## 観光

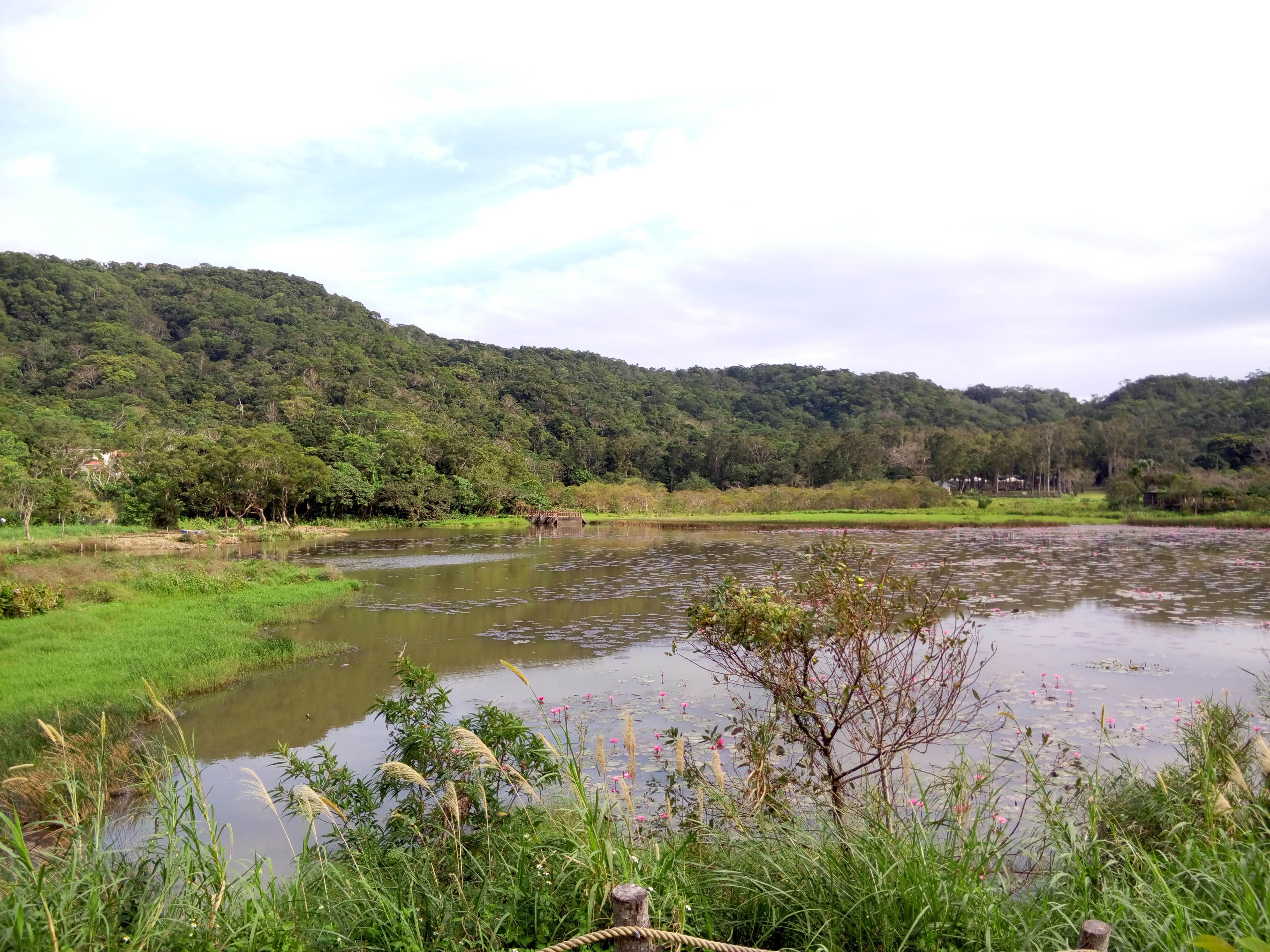
東源湿地の哭泣湖（東源池）

- 牡丹湾
- 旭海温泉
- 牡丹ダム（中国語版）
- 東源森林遊楽区
- 旭海大草原
- 東源水上草原（中国語版）
- 石門古戦場
- 阿朗壱古道（中国語版）